# Kurt Hoffmann (Filmregisseur)
Kurt Bertrand Paul Hoffmann (* 12. November 1910 in Freiburg im Breisgau; † 25. Juni 2001 in München) war ein deutscher Filmregisseur deutschsprachiger Unterhaltungsfilme sowie Produzent und Drehbuchautor. In den 1950er und 1960er Jahren zählte Hoffmann zu den führenden Regisseuren des deutschen Unterhaltungskinos und drehte bekannte Filme wie Ich denke oft an Piroschka oder Bekenntnisse des Hochstaplers Felix Krull.

## Leben
Hoffmann war der Sohn des Kameramanns Carl Hoffmann, der die Stummfilme Nibelungen und Faust gedreht hatte. Er wuchs in Berlin auf, wo er sein Abitur machte. Bald danach wurde er durch die Vermittlung seines Vaters Regieassistent bei mehreren Filmproduktionen. Nach mehreren eigenen Kurzfilmen inszenierte er 1939 auf Initiative von Heinz Rühmann mit Paradies der Junggesellen seine erste abendfüllende Filmkomödie. Rühmann war auch der Hauptdarsteller in Hoffmanns bekanntestem Film während der NS-Zeit Quax, der Bruchpilot (1941).
Nachdem er kurzzeitig zum Kriegsdienst eingezogen worden war, nahm Hoffmann nach Kriegsende seine Tätigkeit als Regisseur wieder auf. In den 1950er Jahren hatte er mit abwechslungsreichen, farbenprächtigen Unterhaltungsfilmen wie Feuerwerk, Ich denke oft an Piroschka und Das Wirtshaus im Spessart seine große filmische Schaffenszeit. Dabei erwies sich besonders Liselotte Pulver als eine ideale Hauptdarstellerin für ihn. Im Jahr 1951 drehte Hoffmann den Spielfilm Fanfaren der Liebe, der heutzutage kaum noch bekannt ist, dessen Handlung auf derselben Geschichte von Robert Thoeren und Michael Logan basierte, wie Manche mögen’s heiß von Billy Wilder. Erwähnenswert ist auch Hoffmanns Zusammenarbeit mit Erich Kästner, der zu mehreren seiner Filme das Drehbuch lieferte. Der gleichnamige Roman von  Hugo Hartung lieferte die Vorlage zu seinem Film Wir Wunderkinder (1958) mit Johanna von Koczian, Hansjörg Felmy, Robert Graf, Wolfgang Neuss und Wolfgang Müller. Diese satirische Abrechnung mit der deutschen Geschichte von 1913 bis etwa 1953 wurde einer von Hoffmanns größten Erfolgen. Bei zahlreichen Filmen nach 1950 war Hoffmann auch Co-Produzent.
In den 1960er- und 1970er-Jahren verblasste Hoffmanns Ruhm. In Zeiten von Abenteuer-, Kriminal- und Sexfilmen, aber auch der Autorenfilme und des Neuen Deutschen Films wirkten seine, der gehobenen leichten Muse verpflichteten Filmlustspiele wie Hokuspokus oder: Wie lasse ich meinen Mann verschwinden…? und Morgens um sieben ist die Welt noch in Ordnung, trotz nicht unbedeutender Erfolge, inzwischen antiquiert. Da ihn das Medium Fernsehen als Arbeitsmöglichkeit nicht reizte, zog er sich ins Privatleben zurück.
Kurt Hoffmann war ab 1938 mit Betti Grimm († 1989), der Schwester des Regisseurs Hans Grimm und des Fotografen Arthur Grimm, verheiratet. Aus dieser Ehe stammen ein Sohn (* 1940) und eine Tochter (* 1949). Seine zweite Ehefrau war von 1994 bis zu seinem Tod Luise Schneider.

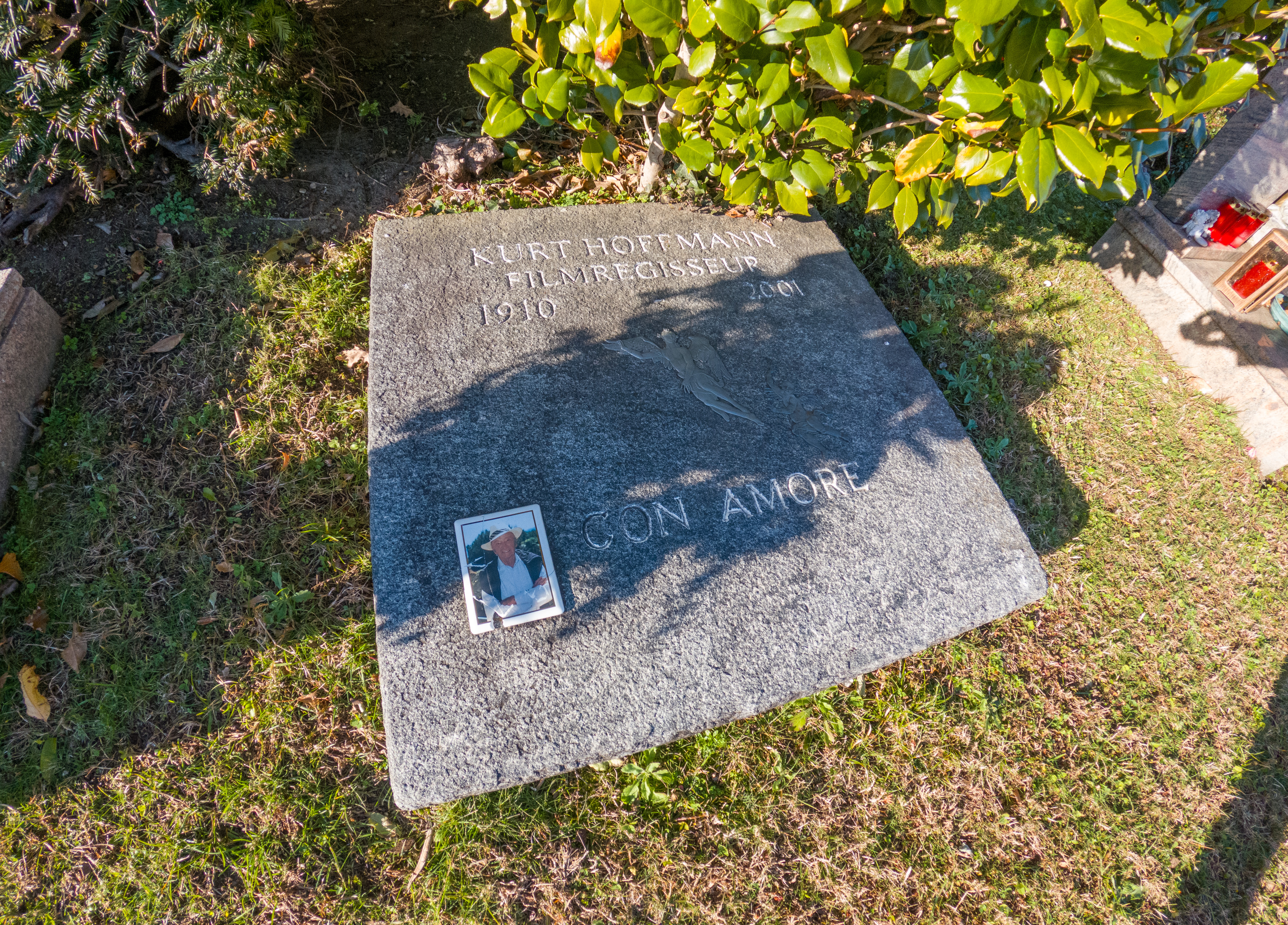
Das Grab von Kurt Hoffmann in Ronco sopra Ascona

Auf die Frage, ob er keine Einwände habe, als „Fachmann für Unterhaltungsfilme“ bezeichnet zu werden, antwortete er in einem Interview:

„Da hab ich gar nichts dagegen. Wenn Sie das kleine Wort gut noch davor setzen, dann bin ich zufrieden.“

Kurt Hoffmann starb am 25. Juni 2001 im Alter von 90 Jahren in München. Er ist im schweizerischen Ronco sopra Ascona beigesetzt.

## Filmografie
Als Regisseur, wenn nicht anders vermerkt:
- 1938: Du und ich (Regieassistent)
- 1939: Paradies der Junggesellen
- 1939: Hurra! Ich bin Papa!
- 1941: Quax, der Bruchpilot
- 1943: Ich vertraue Dir meine Frau an
- 1943: Kohlhiesels Töchter
- 1943: Ich werde dich auf Händen tragen
- 1948: Das verlorene Gesicht
- 1949: Heimliches Rendezvous
- 1950: Fünf unter Verdacht
- 1950: Der Fall Rabanser
- 1950: Taxi-Kitty
- 1951: Fanfaren der Liebe
- 1951: Königin einer Nacht
- 1952: Klettermaxe
- 1952: Liebe im Finanzamt
- 1953: Musik bei Nacht
- 1953: Hokuspokus
- 1953: Moselfahrt aus Liebeskummer
- 1954: Der Raub der Sabinerinnen
- 1954: Das fliegende Klassenzimmer
- 1954: Feuerwerk
- 1955: Drei Männer im Schnee
- 1955: Ich denke oft an Piroschka
- 1956: Heute heiratet mein Mann
- 1956: Salzburger Geschichten
- 1957: Bekenntnisse des Hochstaplers Felix Krull
- 1957: Das Wirtshaus im Spessart
- 1958: Wir Wunderkinder
- 1959: Der Engel, der seine Harfe versetzte
- 1959: Das schöne Abenteuer
- 1960: Lampenfieber
- 1960: Das Spukschloß im Spessart
- 1961: Die Ehe des Herrn Mississippi
- 1962: Schneewittchen und die sieben Gaukler
- 1963: Liebe will gelernt sein
- 1963: Schloß Gripsholm (auch Produzent)
- 1964: Das Haus in der Karpfengasse
- 1964: Dr. med. Hiob Prätorius
- 1965: Hokuspokus oder: Wie lasse ich meinen Mann verschwinden…?
- 1966: Liselotte von der Pfalz
- 1967: Herrliche Zeiten im Spessart
- 1967: Rheinsberg
- 1968: Morgens um sieben ist die Welt noch in Ordnung
- 1969: Ein Tag ist schöner als der andere
- 1971: Der Kapitän

## Auszeichnungen
- 1956: Deutscher Kritikerpreis
- 1958: Golden Globe Award (Bester fremdsprachiger Film) für Bekenntnisse des Hochstaplers Felix Krull
- 1958: Ernst-Lubitsch-Preis für Das Wirtshaus im Spessart
- 1960: Golden Globe Award (Bester ausländischer Film) für Wir Wunderkinder
- 1961: Bambi (Künstlerisch wertvollster deutscher Film) für Das Spukschloß im Spessart
- 1963: Preis der Stadt Zürich für Die Ehe des Herrn Mississippi
- 1965: Filmband in Gold (Abendfüllender Spielfilm) für Das Haus in der Karpfengasse
- 1965: Bambi (Geschäftlich erfolgreichster deutscher Film) für Dr. med. Hiob Prätorius
- 1979: Filmband in Gold für langjähriges und hervorragendes Wirken im deutschen Film
- 1979: Verdienstkreuz 1. Klasse des Verdienstordens der Bundesrepublik Deutschland
- 1995: Bayerischer Filmpreis: Ehrenpreis
- 1996: Bayerischer Verdienstorden

## Filmdokumentationen
- Humor ist eine ernste Sache – Der Filmregisseur Kurt Hoffmann. Porträt von Christian Bauer, Deutschland 1985, 45 Minuten